# Tommy (posąg)
Tommy – posąg brytyjskiego żołnierza z I wojny światowej autorstwa artysty Raya Lonsdale’a, znajdujący się na Terrace Green w Seaham, w hrabstwie Durham, w regionie North East England.

## Opis
Posąg ze stali corten i z rdzawoczerwoną patyną waży 1,2 tony i ma 2,87 metra wysokości. Przedstawia wąsatego żołnierza z I wojny światowej w butach, owijaczach, pasie z ładownicami, płaszczu, plecaku i hełmie Brodiego, siedzącego na skrzynce z amunicją, ze spuszczonymi oczami, trzymającego w prawej dłoni karabin Lee-Enfield. Oficjalnie nosi nazwę 1101 (lub Eleven-O-One), odnoszącą się do pierwszej minuty pokoju, gdy rozejm zawarty w Compiègne wszedł w życie o 11:00 w dniu 11 listopada 1918 roku, ale jest bardziej znany jako Tommy, odnosząc się do archetypu brytyjskiego szeregowego żołnierza Tommy’ego Atkinsa.
Posąg został tymczasowo wystawiony w Seaham w maju 2014 roku, ale stał się stałym elementem miejskiej architektury po tym, jak komitet lokalnych mieszkańców zebrał 102 tysiące funtów szterlingów potrzebnych do jego zakupu. Kwotę wręczono 4 sierpnia 2014 roku, w stulecie wybuchu I wojny światowej. Posąg został przeniesiony na utwardzoną platformę w 2015 roku, pod którą zakopano kapsułę czasu zawierającą podarowane przedmioty, w tym list od Raya Lonsdale’a, t-shirt, dziecięce rysunki, pamiątki wojenne i Medal Zwycięstwa.